# Pipriac
Pipriac (bretonisch: Presperieg) ist eine französische Gemeinde mit 3.871 Einwohnern (Stand: 1. Januar 2022) im Département Ille-et-Vilaine in der Region Bretagne; sie gehört zum Arrondissement Redon und zum Kanton Redon. Die Einwohner werden Pipriatain(e)s genannt.

## Geographie
Pipriac liegt am Fluss Canut.
Umgeben wird Pipriac von den Nachbargemeinden Maure-de-Bretagne im Norden, Lieuron im Nordosten, Guipry-Messac mit Guipry im Osten, Saint-Ganton im Südosten, Saint-Just im Süden und Südwesten, Bruc-sur-Aff im Westen sowie Saint-Séglin im Nordwesten.
Pipriac liegt an der früheren Route nationale 777. Es hatte einen ortsfern gelegenen Bahnhof an der Bahnstrecke Châteaubriant–Ploërmel.

## Bevölkerungsentwicklung
| Jahr      | 1962 | 1968 | 1975 | 1982 | 1990 | 1999 | 2006 | 2017 |
| Einwohner | 2804 | 2848 | 2669 | 2669 | 2772 | 2912 | 3182 | 3745 |

## Gemeindepartnerschaft
Mit der britischen Gemeinde Whitland in Camarthenshire (Wales) besteht eine Partnerschaft.

## Sehenswürdigkeiten

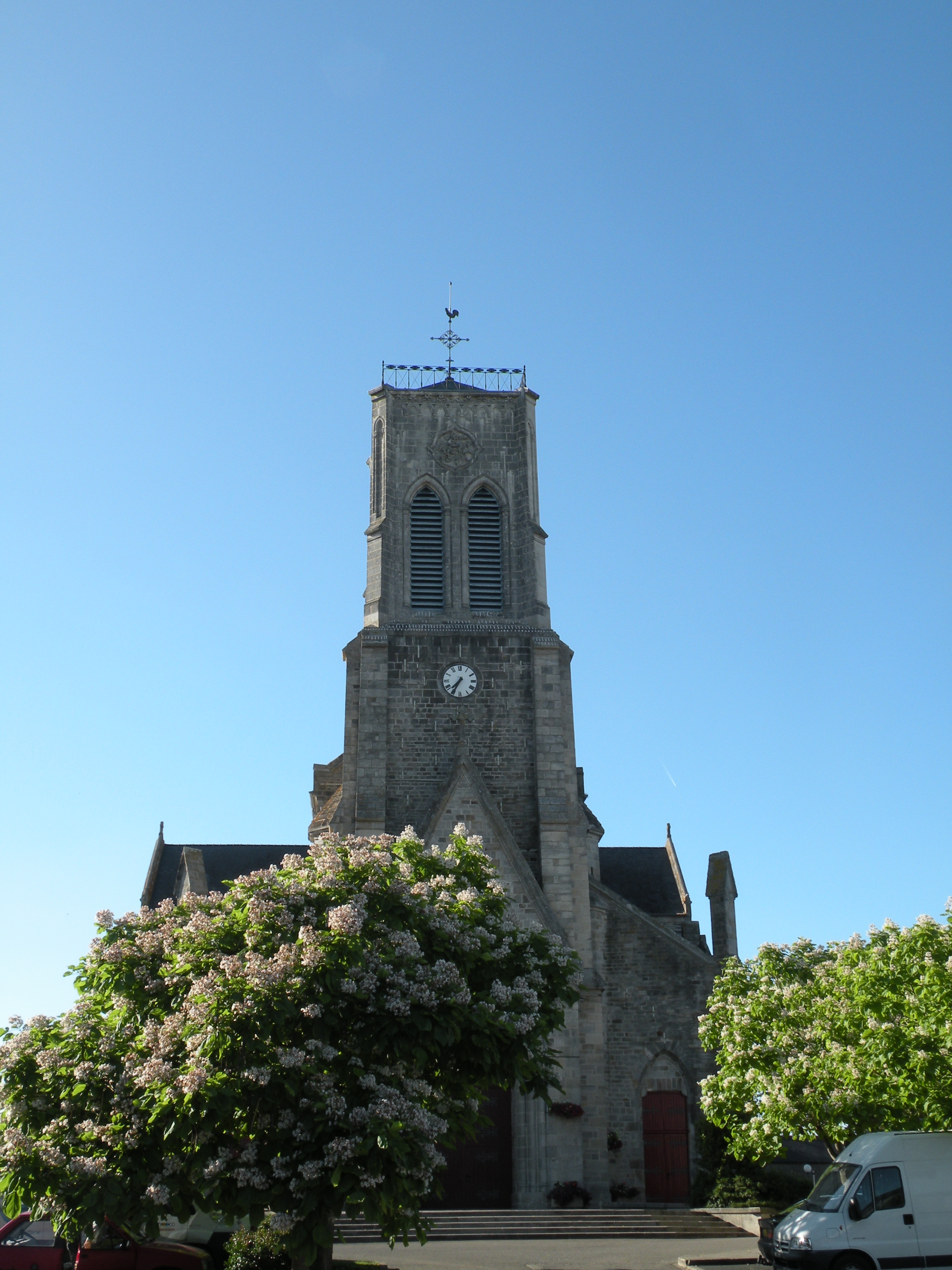
Kirche Saint-Nicolas

- Kirche Saint-Nicolas

## Persönlichkeiten
- Jean Brito (um 1415–1484), Typograph, sog. bretonischer Gutenberg
- Charles-Auguste-Marie Paty (1916–2004), Bischof von Pontoise